# کارخانه ماشین‌سازی بریانسک
کارخانه ماشین‌سازی بریانسک (روسی: Брянский машиностроительный завод) یک شرکت مستقر در بریانسک روسیه است که در سال ۱۸۷۳ تأسیس شد. این شرکت بخشی از ترنس‌مش‌هلدینگ است.
کارخانه ماشین‌سازی بریانسک کهن‌ترین سازنده تجهیزات ترابری در روسیه است. این شرکت لوکوموتیو دیزلی، موتورهای دیزل دریایی و تجهیزات خاص ریلی مانند قطارهای یخچال‌دار را تولید می‌کند.